# Juan José Real
Juan José Real  (24 de junio de 1911 en La Plata, provincia de Buenos Aires, Argentina-15 de noviembre de 1974 en Buenos Aires) fue un dirigente político argentino de filiación comunista que usó los seudónimos de "Pablo Ibarra", "Máximo" y "Máximo Miranda". 

## Primeros años
Era hijo del peón rural José Real y de la empleada doméstica Delia Ibarra. A poco de nacer, sus padres se radican en Buenos Aires. Allí a los 9 años trabajaba de lavacopas y a los 10 comenzó a hacerlo en el ferrocarril. A los 13 años fue ayudante en la biblioteca de la Unión Ferroviaria en la que se convierte en un voraz lector, pese a no haber completado su escuela primaria.

## Ingreso al Partido Comunista
Después de un breve paso por el Partido Socialista ingresó en la Federación Juvenil Comunista y después pasó al Partido Comunista Argentino. Hacia 1933/1934 estuvo preso y por esa época -cuando era responsable de la zona sur de la FJC formó pareja con Raquel Levenson, una joven dirigente del PCA. En 1937 los dos ambos participan en la guerra civil española, Real como voluntario en las Brigadas Internacionales patrocinadas por la Comintern, desempeñándose en el área de prensa bajo la jefatura de Fernando Claudín y ella en la Dirección Nacional de las Juventudes Socialistas Unificadas. La pareja tiene un hijo y antes de finalizar la guerra se separan. 
De retorno en Argentina, Real participó con Rodolfo Ghioldi y Victorio Codovilla en la formación de un "frente antifascista" con otros partidos argentinos de similar tendencia. En marzo de 1939 participó como delegado en la V Conferencia Nacional de la Juventud Comunista y en 1941 lo hizo en el Congreso de la Juventud Argentina que reunió 1500 delegados de diversas corrientes políticas.
En 1941, respaldado por Victorio Codovilla, es designado Secretario de Organización del PCA. En febrero de 1943 concurre junto a otros dirigentes de su partido, Rodolfo Ghioldi, Codovilla, Florindo Moretti y Arnedo Álvarez a una reunión con dirigentes de la Unión Cívica Radical para tratar la formación de un frente democrático y antifascista y a la salida de la reunión en la Casa Radical fueron detenidos por la policía. Real va a parar a la cárcel de Corrientes, Ghioldi a la de Río Ceballos y Codovilla a la de Río Gallegos. Trasladado junto con otros dirigentes comunistas a la cárcel de Neuquén, luego de dos años allí hace uso de la opción de salir del país y viaja a Chile.
Según Ángel Bustelo, Real habría sido el principal responsable de la consigna lanzada por los comunistas de "gobierno a la Corte" en los sucesos de octubre de 1945, la que fuera criticada por Codevilla al retornar al país. El 22 de diciembre de 1945 presidió la IV Conferencia del PCA en la que se reafirmó la oposición al "naziperonismo". El triunfo electoral de febrero de 1946 de Juan Domingo Perón evidenció que el peronismo era un movimiento político masivo que competía abiertamente con los partidos marxistas en atraer al proletariado argentino mediante medidas audaces, lo que implicaba un desafío nuevo para el PCA.

## Conflicto y expulsión del Partido
En 1952, mientras Codovilla está fuera del país, fundado en el fuerte respaldo de las masas proletarias argentinas hacia Perón y la extrema dificultad de vencer al peronismo mediante el sufragio, Real propició un acercamiento con el peronismo en momentos en que su influencia dentro del partido era sólo comparable con la de aquél. Cuando el 26 de julio de 1952 falleció Eva Perón, Real hace publicar en la publicación partidaria Nuestra Palabra una nota necrológica laudatoria.
Alertado por el comunista italiano Palmiro Togliatti, Codovilla regresó al país, y el 7 de febrero de 1953 el Comité Ejecutivo destituyó a Real de todos sus cargos partidarios por unanimidad, tanto por su “acercamiento al peronismo” como también por animar y dirigir un “brote de nacionalismo burgués” y, poco después, lo expulsó del partido. Respecto de este episodio el periodista Isidoro Gilbert afirmó que Real no se hubiera animado a dar ese paso de no haber estado seguro con que tendría el apoyo de Codovilla o de sus amigos de Moscú. En cambio el historiador soviético Kiva Maidanik sostiene que era una operación dirigida desde Moscú para desplazar a Codovilla.
Después de estos hechos, Real pasó a trabajar de linotipista así como a dictar cursos y talleres sobre el pensamiento de Carlos Marx. Posteriormente a la elección de Arturo Frondizi como Presidente de la Nación en 1958, Real tomó contacto con la Unión Cívica Radical Intransigente y luego, con el propio Frondizi y colaboró con Rogelio Julio Frigerio, aunque dadas las acusaciones recurrentes de marxista-leninista que algunos sectores dirigían a Frondizi y sus colaboradores, lo hizo en una virtual clandestinidad.
Falleció el 15 de noviembre de 1964. Veinte años después de su muerte, su última pareja Susana Ratto (hermana de Cora Ratto) donó su biblioteca a la Facultad  de Ciencias Sociales de la Universidad de Buenos Aires, donde una sala lleva su nombre.

## Obras
Algunas de las obras escritas por Real fueron:
- ¿Qué hacer?
- Lenin y las concesiones al capital extranjero
- Manual De Historia Argentina
- La Tradición Democrática De Mayo
- Treinta Años De Historia Argentina
- Nuestra Fuerza y Nuestras Debilidades. Informe rendido ante el X Congreso del Partido Comunista. (1941)

También publicó, cuando ya estaba fuera del PCA, una revista con artículos que en su mayor parte eran de su autoría, bajo distintas seudónimos, llamada Por la Nación y el Socialismo  que arrancó en 1964 y logró publicar cuatro números.